# Pochowani na Cmentarzu Wojskowym na Powązkach

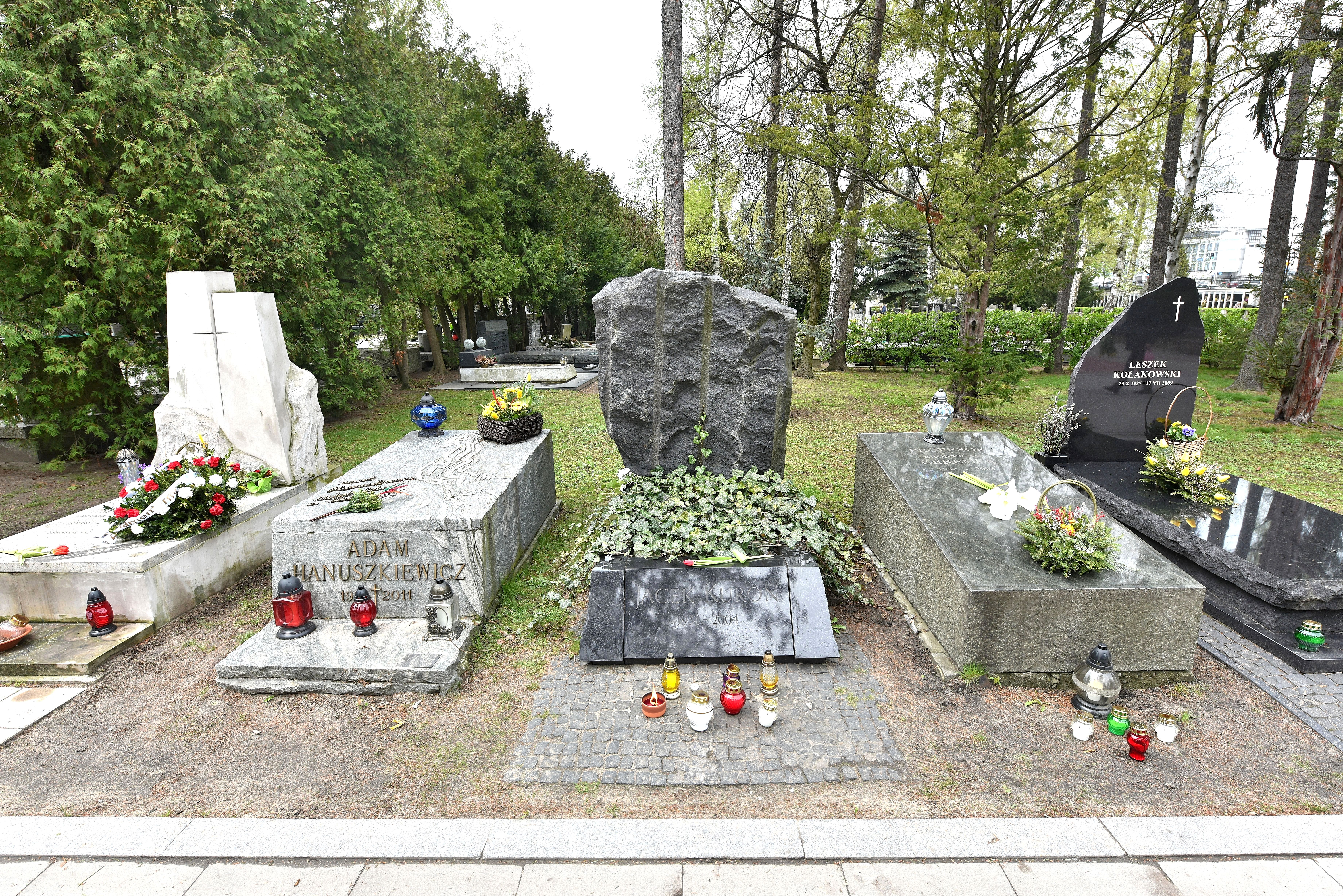
Fragment nekropolii. Od lewej groby: Zbigniewa Romaszewskiego, Adama Hanuszkiewicza, Jacka Kuronia, Bronisława Geremka i Leszka Kołakowskiego

Pochowani na Cmentarzu Wojskowym na Powązkach – osoby pochowane na warszawskim cmentarzu Wojskowym na Powązkach.

## Marszałkowie Polski i generałowie Wojska Polskiego i milicji/policji
- marszałek Polski Marian Spychalski (1906–1980)
- marszałek Polski Michał Rola-Żymierski (1890–1989)
- generał Franciszek Gągor (1951–2010) – szef Sztabu Generalnego Wojska Polskiego[1]
- generał Andrzej Błasik (1962–2010) – dowódca Sił Powietrznych RP[2]
- gen. armii Florian Siwicki (1925–2013) – minister obrony narodowej, członek WRON
- gen. armii Wojciech Jaruzelski (1923–2014) – I sekretarz KC PZPR, prezydent PRL i prezydent RP
- gen. broni Wojciech Barański (1926–2006) – szef Głównego Zarządu Szkolenia Bojowego WP
- gen. broni Zygmunt Berling (1896–1980) – dowódca 1 Dywizji Piechoty im. Tadeusza Kościuszki
- gen. broni Zygmunt Duszyński (1914–1973) – wiceminister obrony narodowej, Główny Inspektor Szkolenia
- gen. broni Antoni Jasiński (1927–2006) – wiceminister obrony narodowej ds. ogólnych
- gen. broni Grzegorz Korczyński (1915–1971) – wiceminister obrony narodowej, Główny Inspektor Obrony Terytorialnej
- gen. broni Franciszek Księżarczyk (1906–1991) – prezes Zarządu Głównego Ligi Obrony Kraju, prezes Związku Inwalidów Wojennych
- gen. broni Józef Kuropieska (1904–1998) – dowódca Warszawskiego Okręgu Wojskowego
- gen. broni Eugeniusz Molczyk (1926–2007) – wiceminister obrony narodowej, Główny Inspektor Szkolenia
- gen. broni Mieczysław Obiedziński (1920–1993) – wiceminister obrony narodowej, Główny Kwatermistrz WP, konsul generalny PRL w Mińsku
- gen. broni Włodzimierz Oliwa (1924–1989) – minister administracji i gospodarki terenowej
- gen. broni pil. Roman Paszkowski (1914–1998) – dowódca Wojsk Obrony Powietrznej Kraju, ambasador
- gen. broni Jan Rządkowski (1860–1934) – dowódca Okręgu Generalnego Łódź
- gen. broni Włodzimierz Sawczuk (1925–2010) – szef GZP WP, wiceminister obrony narodowej, członek KC PZPR, ambasador PRL w Libii
- gen. broni Jerzy Skalski (1925–2010) – wiceminister obrony narodowej, Główny Inspektor Obrony Terytorialnej
- gen. broni Waldemar Skrzypczak (1956–2025) – dowódca Wojsk Lądowych RP, wiceminister obrony narodowej[3]
- gen. broni Henryk Szumski (1941–2012) – szef Sztabu Generalnego Wojska Polskiego
- gen. broni Karol Świerczewski (1897–1947) – dowódca 2 Armii, wiceminister obrony narodowej
- gen. broni Tadeusz Tuczapski (1922–2009) – wiceminister obrony narodowej, członek WRON
- gen. broni Józef Urbanowicz (1916–1989) – wiceminister obrony narodowej, ambasador PRL w Mongolii
- gen. broni Lucjan Żeligowski (1865–1947) – Minister Spraw Wojskowych
- gen. dyw. Stanisław Antos (1922–1992) – I zastępca Głównego Inspektora Szkolenia WP
- gen. dyw. Janusz Brochwicz-Lewiński (1920–2017) – żołnierz Batalionu AK „Parasol”. Pośmiertnie mianowany generałem dywizji
- gen. dyw. Władysław Ciastoń (1924–2021) – funkcjonariusz i szef Służby Bezpieczeństwa, wiceminister spraw wewnętrznych PRL
- gen. dyw. Adam Czaplewski (1914–1982) – zastępca szefa Sztabu Generalnego WP do spraw ogólnych
- gen. dyw. Jan Czapla (1925–2008) – szef GZP WP, wiceminister oświaty i wychowania
- gen. dyw. Mieczysław Dębicki (1926–2001) – prezydent m. st. Warszawy w latach 1982–1986
- gen. dyw. pil. Jan Frey-Bielecki (1916–1994) – dowódca Wojsk Lotniczych i Obrony Przeciwlotniczej Obszaru Kraju
- gen. dyw. Kazimierz Gilarski (1955–2010) – dowódca Garnizonu Warszawa
- gen. dyw. Apoloniusz Golik (1928–2012) – szef Inspekcji Sił Zbrojnych
- gen. dyw. Aleksander Grabowski (1923–1984) – komendant Wojskowej Akademii Technicznej
- gen. dyw. Marian Graniewski (1918–2007) – Główny Inspektor Planowania i Techniki WP
- gen. dyw. Mieczysław Grudzień (1922–2010) – minister do spraw kombatantów
- gen. dyw. Tadeusz Hupałowski (1922–1999) – minister administracji i gospodarki terenowej, członek WRON, prezes Najwyższej Izby Kontroli
- gen. dyw. Piotr Jaroszewicz (1909–1992) – polityk komunistyczny, premier PRL w latach 1970–1980
- gen. dyw. Tadeusz Jauer (1939–2006) – szef Wojsk Obrony Przeciwlotniczej MON
- gen. dyw. Franciszek Jóźwiak (1895–1966) – wiceminister bezpieczeństwa publicznego, wicepremier
- gen. dyw. Sylwester Kaliski (1925–1978) – fizyk, komendant Wojskowej Akademii Technicznej
- gen. dyw. Franciszek Kamiński (1902–2000) – działacz ruchu ludowego, komendant główny Batalionów Chłopskich
- gen. dyw. Bolesław Kieniewicz (1907–1969) – dowódca 4 Dywizji Piechoty, dowódca Korpusu Bezpieczeństwa Wewnętrznego
- gen. dyw. Marian Knast (1923–2001) – szef Głównej Kontroli Wojskowej
- gen. dyw. Henryk Koczara (1921–2006) – I zastępca szefa GZP WP
- gen. dyw. Stanisław Komornicki (1924–2010) – kanclerz Kapituły Orderu Wojennego Virtuti Militari[4]
- gen. dyw. MO Stanisław Kowalczyk (1924–1998) – minister spraw wewnętrznych, wicepremier
- gen. dyw. Czesław Krzyszowski (1922–2007) – szef Wojsk Chemicznych MON
- gen. dyw. Teodor Kufel (1920–2016) – szef Wojskowej Służby Wewnętrznej MON
- gen. dyw. Bronisław Kuriata (1923–1999) – dowódca Korpusu Bezpieczeństwa Wewnętrznego
- gen. dyw. Eugeniusz Kuszko (1907–1984) – komendant Wojskowej Akademii Politycznej
- gen. dyw. Tadeusz Kuśmierski (1930–2001) – Główny Inspektor Techniki WP
- gen. dyw. Tadeusz Kutrzeba (1886–1947) – komendant Wyższej Szkoły Wojennej, dowódca Armii „Poznań”
- gen. dyw. Aleksander Ligaj (1922–1995) – szef Inspekcji Sił Zbrojnych
- gen. dyw. Czesław Mankiewicz (1920–1990) – dowódca Wojsk Obrony Powietrznej Kraju
- gen. dyw. Kazimierz Makarewicz (1924–2006) – I zastępca szefa Głównego Zarządu Szkolenia Bojowego
- gen. dyw. Brunon Marchewka (1916–1992) – zastępca Głównego Kwatermistrza WP ds. komunikacji
- gen. dyw. Zbigniew Michalski (1912–2004) – zastępca dowódcy Pomorskiego Okręgu Wojskowego
- gen. dyw. Stefan Mossor (1896–1957) – zastępca szefa Sztabu Generalnego Wojska Polskiego (1946–1949)
- gen. dyw. Władysław Mróz (1924–2010) – komendant Akademii Sztabu Generalnego WP
- gen. dyw. Tadeusz Obroniecki (1924–2002) – szef Wojsk Obrony Przeciwlotniczej MON
- gen. dyw. Stanisław Okęcki (1908–1991) – historyk, działacz Związku Bojowników o Wolność i Demokrację
- gen. dyw. Bruno Olbrycht (1895–1951) – dowódca Okręgu Wojskowego nr 1 w Warszawie
- gen. dyw. Aleksander Osiński (1870–1956) – szef Administracji Armii, p.o. ministra spraw wojskowych, inspektor Szkół Wojskowych
- gen. dyw. Gustaw Paszkiewicz (1893–1955) – dowódca Okręgu Wojskowego nr 1 w Warszawie
- gen. dyw. Czesław Piotrowski (1926–2005) – minister górnictwa i energetyki
- gen. dyw. Kazimierz Pławski (1877–1969) – szef Departamentu Uzbrojenia MON
- gen. dyw. Władysław Polański (1924–2012) – komendant Wojskowej Akademii Politycznej
- gen. dyw. Edward Poradko (1924–1997) – szef Zarządu II Sztabu Generalnego, szef Wojskowej Służby Wewnętrznej MON
- gen. dyw. Eugeniusz Rodziewicz (1874–1934) – Generalny Inspektor Artylerii WP
- gen. dyw. Edwin Rozłubirski (1926–1999) – uczestnik powstania warszawskiego, prezes Polskiego Związku Spadochroniarzy
- gen. dyw. pil. Jan Raczkowski (1922–2003) – dowódca Wojsk Lotniczych
- gen. dyw. Bolesław Roja (1876–1940) – dowódca III Brygady Legionów Polskich
- gen. dyw. Juliusz Rómmel (1881–1967) – dowódca Armii „Łódź” i Armii „Warszawa”
- gen. dyw. Franciszek Skibiński (1899–1991) – historyk wojskowości
- gen. dyw. Adam Sławoczyński (1860–1925) – dowódca 5 Dywizji Piechoty
- tyt. gen. dyw. Stanisław Springwald (1864–1951) – zastępca dowódcy Okręgu Generalnego Białystok w Grodnie
- gen. dyw. Wacław Stachiewicz (1894–1973) – szef Sztabu Generalnego WP (grób symboliczny)
- gen. dyw. Józef Stebelski – (1918–1977) – I zastępca Głównego Inspektora Szkolenia WP
- gen. dyw. Feliks Stramik (1924–2007) – dowódca Wojsk Ochrony Pogranicza
- gen. dyw. Wsiewołod Strażewski – (1897–1973) – dowódca Warszawskiego i Śląskiego Okręgu Wojskowego
- gen. dyw. Michał Stryga (1921–1993) – szef sztabu Głównego Kwatermistrzostwa WP
- gen. dyw. Ignacy Szczęsnowicz (1922–1999) – szef Wojsk Rakietowych i Artylerii
- gen. dyw. Władysław Szymłowski (1924–2011) – szef Wojskowych Przedsiębiorstw Remontowo – Produkcyjnych
- gen. dyw. Jan Śliwiński (1921–2009) – szef Departamentu Kadr MON
- gen. dyw. Jan Światowiec (1925–2012) – dyrektor Departamentu Zwierzchnictwa nad Siłami Zbrojnymi Biura Bezpieczeństwa Narodowego przy Kancelarii Prezydenta RP
- gen. dyw. Wiktor Thommée (1881–1962) – dowódca Obrony Modlina 1939
- gen. dyw. Jan Trukan (1939–2010) – zastępca szefa Inspektoratu Logistyki Sztabu Generalnego WP
- gen. dyw. Czesław Waryszak (1919–1979) – dowódca Śląskiego i Warszawskiego Okręgu Wojskowego
- gen. dyw. Kazimierz Witaszewski (1906–1992) – szef GZP WP, wiceminister obrony narodowej
- gen. dyw. Aleksander Zawadzki (1899–1964) – przewodniczący Rady Państwa PRL
- gen. dyw. Janusz Zarzycki (1914–1995) – polityk, prezydent m. st. Warszawy
- gen. dyw. Jan Zieliński (1925–2003) – dyrektor generalny Komisji Planowania przy Radzie Ministrów
- gen. dyw. Wiktor Ziemiński (1906–1970) – Główny Kwatermistrz WP
- gen. bryg. Henryk Antoszkiewicz (1924–1993) – zastępca komendanta Wojskowej Akademii Technicznej ds. liniowych
- gen. bryg. Stefan Bałuk (1914–2014) – fotografik, fotoreporter wojenny, cichociemny[5]
- gen. bryg. Władysław Barcikowski (1916–2015) – komendant Wojskowego Instytutu Medycyny Lotniczej
- tyt. gen. bryg. Edmund Berezowski (1861–1924)
- gen. bryg. Tadeusz Bełczewski (1923–1999) – zastępca komendanta Akademii Sztabu Generalnego WP ds. szkolenia
- gen. bryg. Tadeusz Białek (1918–1998) – zastępca Głównego Kwatermistrza WP
- gen. bryg. pil. Adam Bidziński (1927–1995) – komendant Wyższej Oficerskiej Szkoły Lotniczej w Dęblinie
- gen. bryg. Mieczysław Bień (1924–2008) – komendant Akademii Sztabu Generalnego WP
- gen. bryg. Ignacy Blum (1913–1994) – pełnomocnik ministra obrony narodowej przy Polskiej Akademii Nauk
- gen. bryg. Kazimierz Bogdanowicz (1928–2009) – dowódca Zgrupowania Jednostek Zabezpieczenia MON
- gen. bryg. Jakub Bohusz-Szyszko (1855–1942)
- gen. bryg. Mikołaj Bołtuć (1893–1939)
- gen. bryg. pil. Marian Bondzior (1925–2003) – zastępca dowódcy Wojsk Obrony Powietrznej Kraju do spraw liniowych
- gen. bryg. Jerzy Bończak (1928–1988) – wiceminister zdrowia i opieki społecznej
- gen. bryg. Edward Braniewski (1908–1987) – komendant Wojskowej Akademii Politycznej
- gen. bryg. Mieczysław Bronowiecki (1924–2010) – szef Służby Uzbrojenia MON
- gen. bryg. Leon Bukojemski (1895–1978) – zastępca dowódcy artylerii 1 Armii WP
- gen. bryg. Jan Celek (1932–2007) – historyk, pedagog, zastępca dowódcy Wojsk Lotniczych
- gen. bryg. Heliodor Cepa (1895–1974) – dowódca wojsk łączności Polskich Sił Zbrojnych na Zachodzie
- gen. bryg. Aleksander Cesarski (1921–1975) – zastępca Głównego Inspektora Obrony Terytorialnej – szef Inspektoratu Powszechnej Samoobrony
- gen. bryg. Antoni Chruściel ps. „Monter” (1895–1960) – dowódca sił powstańczych podczas Powstania Warszawskiego
- gen. bryg. Jan Cieślik (1924–1995) – zastępca dowódcy Wojsk Obrony Powietrznej Kraju do spraw politycznych, wiceprezes ZG LOK
- gen. bryg. Mieczysław Cygan (1921–2006) – wojewoda gdański
- gen. bryg. Franciszek Cymbarewicz (1917–2000) – szef Tyłów WP, kierownik Centralnej Składnicy Intendenckiej w Rembertowie
- gen. bryg. Walerian Czuma (1890–1962) – dowódca Obrony Warszawy w 1939 (kwatera II C27)
- gen. bryg. MO Olgierd Darżynkiewicz (1923–2000) – szef Biura Ochrony Rządu
- gen. bryg. Czesław Dęga (1923–2008) – profesor, zastępca dowódcy Wojsk Obrony Powietrznej Kraju do spraw liniowych, ambasador
- gen. bryg. MO Ryszard Dobieszak (1913–1990) – komendant główny Milicji Obywatelskiej
- gen. bryg. Edward Dysko (1927–2009) – prezes Stowarzyszenia Kawalerów Orderu Wojennego Krzyża Grunwaldu
- gen. bryg. Jerzy Dymkowski (1926–1979) – szef Zarządu w Sztabie Generalnym WP
- gen. bryg. Józef Dziadura (1917–1997) – dowódca Garnizonu m. st. Warszawy
- gen. bryg. Tadeusz Dziekan (1925–1984) – kierownik Wydziału Kadr KC PZPR
- gen. bryg. Jerzy Ejmont (1909–1987) – szef Służby Zdrowia MON
- gen. bryg. August Emil Fieldorf ps. „Nil” (1895–1953) – szef Kedywu KG AK (grób symboliczny)
- gen. bryg. Ksawery Floryanowicz (1898–1984) – dowódca 1 Warszawskiej Dywizji Kawalerii
- gen. bryg. Jerzy Fonkowicz (1922–1997) – szef Departamentu Kadr MON
- gen. bryg. Marian Garlicki (1908–2002) – prof. medycyny, ortopeda
- gen. bryg. Tadeusz Gembicki (1928–1991) – szef sztabu Wojsk Obrony Powietrznej Kraju
- gen. bryg. Jan Górecki (1910–2003) – podsekretarz stanu w Ministerstwie Kontroli Państwowej
- gen. bryg. Marcin Górski (1915–2002) – szef Departamentu Finansów MON
- gen. bryg. Leon Gregorowicz (1919–1998) – komendant Korpusu Kadetów KBW
- gen. bryg. Wiktor Grosz (1907–1956) – szef Głównego Zarządu Polityczno-Wychowawczego WP
- gen. bryg. Stanisław Grzmot-Skotnicki (1894–1939) – dowódca Grupy Osłonowej „Czersk”
- gen. bryg. Michał Gutowski (1910–2006)
- gen. bryg. Władysław Hermaszewski (1928–2002) – dowódca 1 i 2 Korpusu Wojsk Obrony Powietrznej Kraju
- gen.bryg.pil Mirosław Hermaszewski (1941–2022) – kosmonauta, pilot WP
- gen. bryg. Juliusz Hibner (1912–1994) – dowódca Korpusu Bezpieczeństwa Wewnętrznego, Bohater ZSRR
- gen. bryg. Kryspian Hille (1923–1995) – szef Wojsk Rakietowych i Artylerii Wojsk Obrony Powietrznej Kraju
- gen. bryg. Edward Hołyński (1911–1982) – szef Wojsk Łączności MON
- gen. bryg. Stefan Hubicki (1877–1955) – lekarz, polityk, minister w rządach II Rzeczypospolitej
- gen. bryg. Arnold Iwaszkiewicz (1915–1988) – z-ca Głównego Inspektora Techniki i Planowania
- gen. bryg. Henryk Jabłoński (1909–2003) – historyk, przewodniczący Rady Państwa
- gen. bryg. pil. Władysław Jagiełło (1919–1987) – szef sztabu Głównego Inspektoratu Lotnictwa, prezes Aeroklubu PRL
- gen. bryg. pil. Michał Jakubik (1914–1966) – zastępca Głównego Inspektora Lotnictwa ds. szkolenia lotniczego
- gen. bryg. Aleksander Jankowski (1920–1994) – z-ca dowódcy Warszawskiego Okręgu Wojskowego ds. liniowych
- gen. bryg. Henryk Jankowski (pseud. Kuba, 1922–1959) – zastępca dowódcy Warszawskiego Okręgu Wojskowego ds. politycznych
- gen. bryg. Kazimierz Jankowski (1921–1975) – prezes Izby Wojskowej Sądu Najwyższego
- gen. bryg. Stefan Jaworski (1923–1979) – szef Służb Technicznych – zastępca dowódcy Warszawskiego Okręgu Wojskowego
- gen. bryg. Artur Jastrzębski (1906–1981) – zastępca dowódcy Warszawskiego Okręgu Wojskowego ds. politycznych
- gen. bryg. Władysław Jaxa-Rożen (1875–1931) – dowódca Żandarmerii
- gen. bryg. Tadeusz Jedynak (1919–1987) – zastępca szefa Zarządu II Sztabu Generalnego WP
- gen. bryg. Władysław Jerzak (1924–2007) – szef Służby Uzbrojenia MON
- gen. bryg. Mieczysław Kaczyński (1921–1999) – komendant Instytutu Zabezpieczenia Technicznego Wojsk WAT
- gen. bryg. pil. Franciszek Kamiński (1923–1985) – dowódca Lotnictwa Operacyjnego
- gen. bryg. Jerzy Kirchmayer (1895–1959) – szef Oddziału Historycznego Sztabu Generalnego WP
- gen. bryg. Jan Kiwerski (1910–1944) – dowódca 27 Wołyńskiej Dywizji Piechoty AK
- gen. bryg. Aleksander Kokoszyn (1904–1979) – szef Wojskowej Służby Wewnętrznej MON
- gen. bryg. Leon Kołatkowski (1924–1988) – wieloletni szef Wojsk Łączności MON
- gen. bryg. Wacław Komar (1909–1972) – dowódca Wojsk Wewnętrznych
- gen. bryg. Izydor Koper (1925–1978) – zastępca dowódcy WOP do spraw politycznych
- gen. bryg. Włodzimierz Kopijkowski (1919–2014) – dowódca 15 Dywizji Piechoty
- gen. bryg. Julian Kowalewicz (1925–1990) – komendant Wyższej Szkoły Oficerskiej Służb Kwatermistrzowskich
- gen. bryg. Józef Kowalski (1925–1993) – komendant Wyższej Oficerskiej Szkoły Lotniczej w Dęblinie
- gen. bryg. Mieczysław Kowalski (1894–1986) – szef Służby Zdrowia MON
- gen. bryg. Wiktor Kozak (1916–1995) – szef Służby Topograficznej WP
- gen. bryg. Leszek Kozłowski (1929–1983) – komendant Wyższej Szkoły Oficerskiej Wojsk Zmechanizowanych
- gen. bryg. Konrad Krajewski (1899–1977) – komendant Podoficerskiej Szkoły Zawodowej w Elblągu
- gen. bryg. Romuald Królak (1932–2011) – dowódca 8 Dywizji Zmechanizowanej
- gen. bryg. Leszek Krzemień (1905–1997) – z-ca szefa Głównego Zarządu Politycznego WP
- Ryszard Kukliński (1930–2004) – pułkownik LWP pośmiertnie awansowany do stopnia generała brygady, pułkownik US Army, tajny współpracownik CIA ps. „Jack Strong”
- gen. bryg. Tadeusz Kunicki (1919–1967) – szef Artylerii WP
- gen. bryg. Alfons Wiktor Maćkowiak – żołnierz 1 Samodzielnej Brygady Spadochronowej
- gen. bryg. Bazyli Maksmiczuk (1910–1989) – dowódca 21 Dywizji Piechoty w Lidzbarku Warmińskim
- gen. bryg. Samuel Malko (1905–1988) – zastępca szefa Głównego Zarządu Politycznego WP
- gen. bryg. Stanisław Oktawiusz Małachowski (1882–1971) – dowódca Okręgu Korpusu IV w Łodzi
- gen. bryg. Kazimierz Strzemię-Marszyński (1887–1980) – z-ca dowódcy 1 Armii WP
- gen. bryg. Mikołaj Matwijewicz (1918–2001) – zastępca Głównego Kwatermistrza WP
- gen. bryg. Jan Mazurkiewicz ps. „Radosław” (1896–1988) – dowódca Kedywu Armii Krajowej
- gen. bryg. Ryszard Michalik (1930–2001) – szef sztabu – zastępca dowódcy Wojsk Obrony Powietrznej Kraju
- gen. bryg. Teodor Mikuś (1910–1974) – szef Wojewódzkich Urzędów Bezpieczeństwa Publicznego w Łodzi i Białymstoku
- gen. bryg. Edward Mokrzecki (1898–1970) – szef Departamentu Uzbrojenia MON
- gen. bryg. Franciszek Mróz (1902–1988) – zastępca szefa Głównego Zarządu Politycznego WP
- gen. bryg. Włodzimierz Muś (1918–1993) – dowódca Korpusu Bezpieczeństwa Wewnętrznego
- gen. bryg. Marian Naszkowski (1912–1996) – szef GZP WP, wiceminister spraw zagranicznych
- gen. bryg. Teodor Naumienko (1903–1987) – szef Służby Topograficznej WP
- gen. bryg. Cezary Nowicki (1903–1978) – szef Służby Samochodowej MON
- gen. bryg. Tadeusz Obara (1922–1989) – szef Służby Zdrowia MON
- gen. bryg. Edward Ochab (1906–1989) – wiceminister obrony narodowej, przewodniczący Rady Państwa w latach 1964–1968
- gen. bryg. Leopold Okulicki (1898–1946) – komendant główny Armii Krajowej, grób symboliczny
- gen. bryg. Stefan Orliński (1907–1966) – komendant Garnizonu m. st. Warszawy
- gen. bryg. Sławomir Petelicki (1946–2012) – organizator i pierwszy dowódca Jednostki Wojskowej „GROM”
- gen. bryg. Edward Pfeffer (1913–1997) – szef Zarządu Planowania Materiałowego, Mobilizacyjnego i Bieżącego Sztabu Generalnego WP
- gen. bryg. Zdzisław Pietrucha (1928–1996) – zastępca dowódcy Wojsk Lotniczych ds. techniki i zaopatrzenia
- gen. bryg. Tadeusz Pietrzak (1926–2014) – wiceminister spraw wewnętrznych PRL, komendant główny MO
- gen. bryg. pil. Jerzy Piłat (1962–2008)
- gen. bryg. Tadeusz Pióro (1920–2010) – zastępca komendanta Akademii Sztabu Generalnego WP
- gen. bryg. Antoni Piwowarczyk (żołnierz) (1910–2009) – dowódca oddziałów Batalionów Chłopskich Okręgu Kielce
- gen. bryg. Jakub Prawin (1901–1959) – szef Polskiej Misji Wojskowej w Berlinie
- gen. bryg. Piotr Przyłucki (1923–2014) – dowódca 20 Dywizji Pancernej w Szczecinku
- gen. bryg. Jan Puławski (1924–2003) – zastępca szefa Departamentu Kadr MON – pełnomocnik MON ds. pracowników cywilnych wojska
- gen. bryg. Andrzej Rembalski (1931–1987) – zastępca dowódcy Wojsk Obrony Powietrznej Kraju ds. techniki i zaopatrzenia
- gen. bryg. Roman Ropek (1923–2007) – szef Zarządu Organizacyjnego Sztabu Generalnego
- gen. bryg. Karol Rudolf (1886–1952) – szef Departamentu Intendentury Ministerstwa Spraw Wojskowych
- gen. bryg. MO Rudolf Rusin (1935–1990) – zastępca komendanta głównego Milicji Obywatelskiej
- gen. bryg. Andrzej Rybacki (1926–2002) – zastępca dowódcy Wojsk Obrony Powietrznej Kraju do spraw liniowych
- gen. bryg. Witold Eugeniusz Sadowski (1896–1979) – szef Oddziału IV Dowództwa Polskich Sił Zbrojnych na Zachodzie
- gen. bryg. Leo Samet (1908–1973) – szef Służby Zdrowia MON
- gen. bryg. Tadeusz Sawicz (1914–2011) – pilot wojskowy, II wojny światowej, w tym bitwy o Anglię
- gen. bryg. Włodzimierz Seweryński (1931–2001) – szef Służby Uzbrojenia i Elektroniki MON
- gen. bryg. Kamil Seyfried (1872–1960) – szef Departamentu Sprawiedliwości Ministerstwa Spraw Wojskowych
- gen. bryg. Janusz Sieczkowski (1925–1994) – zastępca komendanta Akademii Sztabu Generalnego ds. liniowych
- gen. bryg. Mieczysław Sikorski (1928–1991) – szef Techniki Lotniczej
- gen. bryg. Jan Siuchniński (1923–2009) – dowódca Nadwiślańskich Jednostek Wojskowych MSW
- gen. bryg. pil. Stanisław Skalski (1915–2004) – as myśliwski, dowódca Polskiego Zespołu Myśliwskiego nazywanego „Cyrkiem Skalskiego”
- gen. bryg. Julian Skokowski (1886–1959) – zastępca dowódcy Polskiej Armii Ludowej
- gen. bryg. Albin Skroczyński (1890–1971) – komendant Obszaru Armii Krajowej Warszawa
- gen. bryg. MO Henryk Słabczyk (1925–1973) – wiceminister spraw wewnętrznych
- gen. bryg. Mieczysław Słupski (1919–1991) – szef Służby Zakwaterowania i Budownictwa MON
- gen. bryg. Ludwik Sobieraj (1922–1987) – zastępca komendanta ASG WP ds. politycznych
- gen. bryg. Józef Sobiesiak (1914–1971) – zastępca komendanta Wojskowej Akademii Politycznej
- gen. bryg. Edmund Soja (1921–1977) – dowódca 1 Korpusu Wojsk Obrony Powietrznej Kraju
- gen. bryg. Włodzimierz Sokorski (1908–1999) – minister kultury i sztuki, prezes Komitetu ds. Radia i Telewizji
- gen. bryg. Stanisław Sosabowski (1892–1967) – dowódca Samodzielnej Brygady Spadochronowej
- gen. bryg. Jan Sośnicki (1924–1997) – zastępca Głównego Kwatermistrza WP
- gen. bryg. Jan Stamieszkin (1920–1971) – szef sztabu Wojsk Obrony Powietrznej Kraju
- gen. bryg. MO Franciszek Szlachcic (1920–1990) – wicepremier, minister spraw wewnętrznych
- gen. bryg. Wacław Szokalski (1874–1956) – prezes Związku Osadników Wojskowych
- gen. bryg. Edward Szpitel (1920–2002) – attaché wojskowy Ambasady PRL w Pradze
- gen. bryg. Zbigniew Szydłowski (1925–1984) – prezes Ligi Obrony Kraju
- gen. bryg. Ryszard Szymanik (1922–1970) – zastępca komendanta Wojskowej Akademii Technicznej
- gen. bryg. Jan Szymanowski (1911–1985) – szef Wojsk Inżynieryjnych MON
- gen. bryg. Stefan Szymański (1919–1999) – szef Wojsk Obrony Wewnętrznej
- gen. bryg. Czesław Szystowski (1893–1970) – szef sztabu Głównego Inspektoratu Artylerii WP
- gen. bryg. Jakub Szyszko-Bohusz (1855–1942) – dowódca oddziału 2 Armii na froncie wojny 1920 roku
- gen. bryg. Konrad Świetlik (1911–1998) – wiceminister bezpieczeństwa publicznego
- gen. bryg. Stanisław Świnarski (1900–1961) – szef Wojsk Inżynieryjnych MON
- gen. bryg. Jan Tabaczyński (1879–1940) – dowódca 20 Dywizji Piechoty
- gen. bryg. Stanisław Tatar (1896–1980) – zastępca komendanta głównego ZWZ/AK
- gen. bryg. Władysław Tkaczewski (1925–2006) – profesor, kardiolog, rektor Wojskowej Akademii Medycznej
- gen. bryg. Józef Tokarzewski (1879–1931)
- gen. bryg. Józef Turski (1900–1986) – szef Departamentu Kadr MON
- gen. bryg. Kazimierz Underko (1902–1977) – szef Centralnego Zarządu Inżynierii Ministerstwa Handlu Zagranicznego
- gen. bryg. Adam Uziembło (polityk PRL) (1906–1990) – komendant Wojskowej Akademii Politycznej
- gen. bryg. Mieczysław Wągrowski – szef GZPW WP, poseł na Sejm 1947-52 i 1952-56, wojewoda gdański, szef Polskiej Misji Wojskowej w Korei
- gen. bryg. Marian Waluchowski (1917–1968) – zastępca przewodniczącego Komisji Planowania przy Radzie Ministrów
- gen. bryg. Józef Waluk (1911–1979) – dowódca Zwiadu Wojsk Ochrony Pogranicza
- gen. bryg. Marian Wasilewski (1921–2010) – zastępca komendanta Wydziału Wojsk Lądowych ASG WP
- kontradmirał Jan Wiśniewski (1920–1969) – dowódca Marynarki Wojennej
- gen. bryg. Maria Wittek (1899–1997) – komendantka Przysposobienia Wojskowego Kobiet 1928-34, uczestniczka powstania warszawskiego
- gen. bryg. Franciszek Wład (1888–1939)
- gen. bryg. Mieczysław Włodarski (1930–2001) – zastępca dowódcy Wojsk Obrony Powietrznej Kraju ds. politycznych
- gen. bryg. Stanisław Wytyczak (1925–1993) – szef Departamentu Kadr MON
- gen. bryg./szer. Stanisław Zarakowski (1911–1998) – Naczelny Prokurator Wojskowy z czasów stalinowskich
- gen. bryg. Stanisław Zawadzki (1900–1984) – minister pracy i opieki społecznej

## Oficerowie Wojska Polskiego
- Witold Tadeusz Andruszewicz-Doliwa (1890–1939) – pułkownik artylerii
- Józef Beck (1894–1944) – polityk, pułkownik
- Adam Borys (1909–1986) – podpułkownik, organizator i pierwszy dowódca Batalionu AK „Parasol”, cichociemny
- Lucjan Brychczy (1934-2024) - pułkownik WP, w latach 1954-2024 piłkarz i trener Legii Warszawa
- Marian Cholewa (1943–2008 – pułkownik, prof. dr hab. med., kardiolog, kierownik Kliniki Chorób Wewnętrznych i Kardiologii WIM, absolwent WAM
- Stefan Czerwiński (1895–1971) – dyplomowany pułkownik, dowódca Okręgu Lwowskiego AK
- Zbigniew Galperyn (1929–2021) – podpułkownik, prezes Związku Powstańców Warszawskich
- Robert Grzywna (1974–2010) – pilot
- Stanisław Heller (1894–1933) – major intendent dyplomowany
- Edward Jędrzejowski (1912–1964) – działacz PPR i PZPR, pułkownik, komendant Oficerskiej Szkoły Polowej AL
- Marian Kenig (1895–1959) – kapitan, dowódca Robotniczej Brygady Obrony Warszawy w 1939 r.
- Aleksander Kulbabiński (1894–1963) – pułkownik, komendant kadry uzbrojenia w 1939 r. Pomiechówek
- Roman Kryże (1907–1983) – prawnik, sędzia wojskowy
- Aleksander Krzyżanowski (1895–1951) – major artylerii, członek SZP, ZWZ
- Zygmunt Kujawski (1916–1996) – |kapitan, chirurg
- Andrzej Marecki (1898–1943) – pułkownik dyplomowany
- Jan Momola (1908–1939) – porucznik, Obrońca Modlina, uczestnik kampanii wrześniowej
- Zbigniew Obolewicz (1955–2007) – podpułkownik, w latach 1993–1996 z-ca attaché w Czechach
- Artur Pepłowski (1891–1935) – podpułkownik dyplomowany artylerii
- Władysław Pluciński (1879–1954) – pułkownik piechoty
- Jan Pluta (1930–2014) – płk dypl., odznaczony m.in. Krzyżem Kawalerskim Orderu Odrodzenia Polski
- Tadeusz Popławski (1918–2005) – pułkownik dypl. dr hab., prorektor WAT
- Stefan Przybylik (1918–2007) – cichociemny
- Mieczysław Puteczny (1913–1990) – pułkownik, zastępca dowódcy KBW
- Marian Rejewski (1905–1980) – porucznik, kryptolog, który złamał szyfr Enigmy
- Stefan Serednicki (1916–1998) – kapitan, kawaler Virtuti Militari, partyzant 36 pp. AK
- Wiktor Siennicki (1924–1990) – zastępca szefa WSW MON
- Zbigniew Skrętkowicz (1924–1957) – pułkownik, komendant Garnizonu Warszawskiego
- Jan Szkuta (1886–1937) – major kawalerii, działacz niepodległościowy, kawaler Orderu Virtuti Militari, komisaryczny burmistrz Pucka
- Juliusz Ulrych (1888–1959) – minister komunikacji w ostatnim rządzie II RP, pułkownik
- Edward Umer (1926–1987) – major, oficer Informacji Wojskowej
- Stefan Wyrzykowski ps. „Zenon” (1916–1985) – major, dowódca Oddziału Partyzanckiego 34 Pułku Piechoty Armii Krajowej 9 Podlaskiej Dywizji Piechoty AK
- Jerzy Zakrzewski(1919–2007) – płk, prof. dr hab. wykładowca Wyższej Szkoły Zawodowej „Kadry dla Europy” w Poznaniu

## Znani Polacy

### Ludzie nauki i kultury
- Magdalena Abakanowicz (1930–2017) – rzeźbiarka
- Karol Akerman (1913–1967) – prof. chemik, organizator Katedry Technologii Chemicznej na Wydziale Chemii Uniwersytetu Marii Curie-Skłodowskiej
- Stefan Amsterdamski (1929–2005) – prof. filozof, historyk idei
- Henryk Arctowski (1871–1958) – geofizyk, badacz Antarktydy
- Janusz Atlas (1949–2010) – dziennikarz sportowy
- Juliusz Bardach (1914–2010) – historyk ustroju i prawa
- Andrzej Bartnicki (1933–2004) – historyk dziejów powszechnych
- Wiesław Bednarek (1950–2024) – śpiewak operowy, baryton
- Stanisław Bębenek (1920–2003) – wydawca
- Mieczysław Bilski (1923–2006) – publicysta „Sztandaru Młodych” i „Przeglądu Sportowego”, z-ca red. nacz. „Treningu”
- Mieczysław Brahmer (1899–1984) – filolog klasyczny, historyk literatury włoskiej
- Michał Bristiger (1921–2016) – muzykolog, publicysta
- Adam Bronikowski (1936–2023) – dziennikarz ekonomiczny TVP
- Marcin Bronikowski (1968–2024) – śpiewak operowy, baryton
- Wojciech Burszta (1957–2021) – antropolog, kulturoznawca
- Adolf Ciborowski (1919–1987) – architekt, urbanista
- Tadeusz Chciuk-Celt (1916–2001) – porucznik, „cichociemny”, historyk
- Jan Ciszewski (1930–1982) – dziennikarz i komentator sportowy
- Juliusz Bogdan Deczkowski (1924–1998) – chemik i wynalazca, żołnierz Batalionu Zośka
- Antoni Bolesław Dobrowolski (1872–1954) – geofizyk, badacz Antarktydy
- Kazimierz Albin Dobrowolski (1931–2002) – biolog, b. rektor Uniwersytetu Warszawskiego
- Andrzej Drawicz (1932–1997) – historyk literatury pol. i ros., prezes Komitetu ds. Radia i Telewizji
- Tadeusz Drewnowski (1926–2018) – dziennikarz, krytyk literacki, publicysta
- Marian Falski (1881–1974) – pedagog, działacz oświatowy, autor znanego elementarza
- Franciszek Fiszer (1860–1937) – filozof
- Kira Gałczyńska (1936–2022) – pisarka, dziennikarka, córka Konstantego Ildefonsa Gałczyńskiego
- Teresa Gardocka (1947–2025) – prawniczka, nauczycielka akademicka
- Bolesław Gonet (1920–1993) – profesor, doktor habilitowany
- Natalia Gąsiorowska (1881–1964) – historyk, badaczka dziejów ruchu robotniczego
- Leon Guz (1914–2010) – dziennikarz
- Stanisław Helsztyński (1891–1986) – historyk literatury angielskiej, pisarz
- Małgorzata Hołyńska (1916–2006) – tłumaczka, redaktor
- Tomasz Hopfer (1935–1982) – dziennikarz sportowy
- Leopold Infeld (1898–1968) – fizyk
- Karol Jakubowicz (1941–2013) – politolog, publicysta i medioznawca
- Maria Janion (1926–2020) – historyczka literatury, krytyczka literacka,  pionierka ruchu feministycznego w Polsce.
- Roman Juszkiewicz (1952–2012) – astrofizyk, kosmolog
- Zygmunt Kałużyński (1918–2004) – dziennikarz, krytyk filmowy, publicysta
- Aleksander Kamiński (1903–1978) – pedagog, instruktor harcerski, żołnierz AK, autor Kamieni na szaniec
- Ryszard Karłowicz (1919–2007) – architekt i urbanista
- Marek Karp (1952–2004) – historyk, publicysta, twórca Ośrodka Studiów Wschodnich
- Witold Kieżun (1922–2021) – ekonomista, teoretyk zarządzania, przedstawiciel polskiej szkoły prakseologicznej, żołnierz AK
- Jakub Kloc-Konkołowicz (1975–2021) – dr hab. filozofii, prodziekan Wydziału Filozofii UW.
- Jerzy Koenig (1931–2008) – krytyk teatralny
- Joanna Kołaczkowska (1966–2025) – artystka kabaretowa, dziennikarka radiowa, aktorka
- Leszek Kołakowski (1927–2009) – filozof i historyk filozofii, eseista, publicysta[6]
- Władysław Kopaliński (1907–2007) – polski leksykograf, tłumacz, wydawca
- Adam Korta (1917–1954) – historyk wojskowości
- Marek Kotański (1942–2002) – psycholog, działacz społeczny, twórca Monaru
- Tadeusz Kotarbiński (1886–1981) – filozof
- Tadeusz Kowalik (1926 – 2012) – ekonomista, działacz społeczny, współpracownik KOR, współzałożyciel Unii Pracy
- Janusz Krupski (1951–2010) – historyk, kierownik Urzędu do Spraw Kombatantów i Osób Represjonowanych[7]
- Jan Kroszczyński (1925–1984) profesor, doktor habilitowany, członek PAN
- Julian Krzyżanowski (1892–1976) – historyk literatury, folklorysta
- Lucyna Kubica (1916–2006) – pierwsza po wojnie polska marszand dzieł sztuki
- Krystyna Kubicka (1930–2017) – profesor nauk medycznych, pediatra, kardiolog, w latach 1980–2000 ordynator oddziału kardiologii w Instytut „Pomnik – Centrum Zdrowia Dziecka”
- Jadwiga Kuczyńska-Sicińska (1928–2023) – profesor nauk medycznych, lekarz ginekolog, w latach 1981–1999 dyrektor Szpitala Klinicznego im. ks. Anny Mazowieckiej w Warszawie
- Michał Kulesza (1948–2013) – prawnik, doradca społeczny Prezydenta RP ds. samorządu
- Kazimierz Kuratowski (1896–1980) – matematyk
- Stefan Kuryłowicz (1949–2011) – architekt
- Lucjan Kydryński (1929–2006) – dziennikarz, konferansjer, prezenter sceniczny, publicysta
- Manfred Lachs (1914–1993) – prawnik, dyplomata, prezes Międzynarodowego Trybunału Sprawiedliwości w Hadze
- Oskar Lange (1904–1965) – ekonomista
- Adam Latusek (1939–2008) – orientalista, ekspert w dziedzinie sztuki azjatyckiej, dyplomata, wykładowca UW i ASP, tłumacz, poeta
- Jan Legowicz (1909–1992) – filozof i historyk filozofii
- Krzysztof Leski (1959–2020) – dziennikarz prasowy, telewizyjny i radiowy
- Robert Leszczyński (1967–2015) – dziennikarz, krytyk muzyczny
- Edward Loth (1884–1944) – anatom, antropolog
- Wojciech Lubiński (1969–2010) – lekarz, pulmonolog, doktor habilitowany nauk medycznych, osobisty lekarz prezydenta RP Lecha Kaczyńskiego
- Danuta Anna Małecka (1929-2010) - geolog, profesor Uniwersytetu Warszawskiego
- Stanisław Mazur (1905–1981) – matematyk
- Eugeniusz Geno Małkowski (1942–2016) – artysta malarz, profesor UWM, popularyzator sztuki
- Stefan Melak (1946–2010) – dziennikarz, działacz niepodległościowy w okresie PRL, przewodniczący Komitetu Katyńskiego[8]
- Grzegorz Miecugow (1955–2017) – dziennikarz[9]
- Ewa Mikina (1951–2012) – historyk, krytyk sztuki, tłumaczka
- Zbigniew Mikołejko (1951–2024) – filozof religii
- Waldemar Milewicz (1956–2004) – dziennikarz TVP1
- Włodzimierz Missiuro (1892–1967) – podpułkownik Wojska Polskiego, prof. specjalista w zakresie fizjologii sportu, lotnictwa i pracy
- Kazimierz Moczarski (1907–1975) – dziennikarz, pisarz, publicysta
- Karol Modzelewski (1937–2019) – historyk mediewista, działacz opozycji antykomunistycznej w czasach PRL, pomysłodawca nazwy NSZZ Solidarność
- Tadeusz Mołdawa (1943–2019) – prawnik, politolog, nauczyciel akademicki, dziekan Wydziału Dziennikarstwa i Nauk Politycznych UW.
- Jan Moor-Jankowski (1924–2005) – światowej sławy prymatolog
- Mirosław J. Mossakowski (1929–2001) – profesor neurologii, prezes Polskiej Akademii Nauk
- Tadeusz Mosz (1954–2014) – dziennikarz i publicysta ekonomiczny[10]
- Teresa Mroczko (1932–1990) – historyczka sztuki, nauczycielka akademicka,  w latach 1955-1970  działaczka ZNP na Wydziale Historii UW, w latach 1980-1990 pracowniczka Instytutu Sztuki PAN
- Daria Nałęcz (1951–2022) – historyk, naczelna dyrektor Archiwów Państwowych
- Zygmunt Okołów (1902–1962) – inżynier, konstruktor pojazdów i silników spalinowych
- Wiktor Osiatyński (1945–2017) − prawnik, działacz społeczny
- Daniel Passent (1938–2022) – dziennikarz, dyplomata
- Olgierd Pisarenko (1947–2022) – muzykolog, publicysta
- Rafał Praga (1916–1953) – dziennikarz
- Kazimierz Puczyński (1908–2007) – specjalista w zakresie hydrotechniki, żołnierz Armii Krajowej
- Andrzej Przewoźnik (1963–2010) – historyk, sekretarz generalny Rady Ochrony Pamięci Walk i Męczeństwa
- Piotr Pytlakowski (1951–2024) – dziennikarz, scenarzysta
- Aleksander Rejman (1914–2005) – ogrodnik pomolog, prorektor SGGW
- Stanisław Russocki (1930–2002) – historyk, prof. UW
- Artur Sandauer (1913–1989) – krytyk literacki, historyk literatury
- Adam Sandauer (1950–2023) – fizyk, działacz społeczny
- Jerzy Sawicki (1910–1967) – prawnik, prokurator Najwyższego Trybunału Narodowego, nauczyciel akademicki, adwokat, felietonista
- Janusz Sent (1936–2018) – kompozytor, aranżer
- Włodzimierz Siwiński (1939–2023) – ekonomista, rektor Uniwersytetu Warszawskiego w latach 1993–1999
- Andrzej Skrzypek (1944–2023) – historyk, politolog, sowietolog, nauczyciel akademicki
- Dionizy Smoleński (1902–1984) – rektor Politechniki Wrocławskiej i Warszawskiej
- Paweł Smoleński (1959–2023) – dziennikarz, reporter
- Witold (1906–1978) i Julia (1908–1978) Starkiewiczowie – lekarze, wykładowcy PAM w Szczecinie
- Michał Sumiński (1915–2011) – zoolog, podróżnik, dziennikarz, gospodarz programu „Zwierzyniec”
- Barbara Szacka (1930–2025) – prof. socjologii, nauczycielka akademicka
- Józef Szaniawski (1944–2012) – dziennikarz, publicysta, historyk, politolog[11]
- Mieczysław Szawleski (1887–1942) – dyplomata, publicysta, ekonomista, poseł na Sejm RP, pracownik Delegatury Rządu na Kraj
- Stanisław Szwarc-Bronikowski (1917–2010) – publicysta, podróżnik, filmowiec
- Lech Szyszko (1934–2005) – ekonomista
- Hanna Świda-Ziemba (1930–2012) – socjolog, działaczka opozycyjna
- Henryk Tarasiewicz (1930–2006) – dr med. chirurg ortopeda, ordynator i dyrektor Szpitala przy ul. Barskiej w Warszawie.
- Jerzy Targalski (1952–2021) – dr nauk humanistycznych, historyk, politolog, działacz opozycyjny w czasach PRL.
- Krzysztof Teodor Toeplitz (1933–2010) – dziennikarz, publicysta, krytyk filmowy
- Teresa Torańska (1944–2013) – dziennikarka
- Łukasz Turski (1943–2025) – fizyk
- Józef Ujejski (1883–1937) – historyk literatury polskiej
- Jan Urban (1895–1987) – dziennikarz, ojciec Jerzego
- Jerzy Urban (1933–2022) – dziennikarz, publicysta, felietonista, pisarz, rzecznik prasowy Rady Ministrów PRL
- Zbigniew Wawer (1956–2022) – historyk wojskowości, dyrektor Muzeum Wojska Polskiego i Muzeum Łazienki Królewskie w Warszawie[12]
- Janusz Weiss (1948–2023) – dziennikarz, prezenter radiowy i telewizyjny, współtwórca Radia Zet[13]
- Piotr Węgleński (1939–2024) – biolog, genetyk, nauczyciel akademicki , rektor Uniwersytetu Warszawskiego
- Paweł Wieczorkiewicz (1948–2009) – historyk, sowietolog, marynista, wykładowca
- Bolesław Wierzbiański (1913–2003) – dziennikarz emigracyjny, twórca „Nowego Dziennika” w Nowym Jorku, kawaler Orderu Orła Białego
- Emil Wojtaszek (1927–2017) – dyplomata i polityk
- Wiktor Wysoczański (1939–2023) – rektor ChAT, teolog, biskup Kościoła polskokatolickiego, profesor, doktor habilitowany teologii
- Xymena Zaniewska (1927–2016) – projektantka mody, scenograf
- Janusz Zawodny (1921–2012) – politolog, historyk
- Wojciech Zieliński (1944–2008) – dziennikarz sportowy[14]

### Pisarze
- Krzysztof Kamil Baczyński (1921–1944) – poeta, żołnierz AK, uczestnik powstania warszawskiego
- Zbigniew Bieńkowski (1913–1994) – poeta i eseista
- Tadeusz Borowski (1922–1951) – poeta i prozaik
- Czesław Budzyński (1932–2010) – poeta, powieściopisarz, dyplomata
- Tadeusz Breza (1905–1970) – powieściopisarz i eseista
- Władysław Broniewski (1897–1962) – poeta
- Jan Brzechwa (1900–1966) – poeta, satyryk, autor książek dla dzieci
- Alina Centkiewicz (1907–1993) – pisarka
- Czesław Centkiewicz (1904–1996) – pisarz reportażysta, podróżnik
- Cezary Chlebowski (1928–2013) – pisarz, publicysta, historyk Armii Krajowej
- Michał Choromański (1904–1972) – powieściopisarz i dramaturg
- Bohdan Czeszko (1923–1988) – pisarz
- Maria Czubaszek (1939–2016) – pisarka i satyryczka, autorka tekstów piosenek, scenarzystka, felietonistka, dziennikarka
- Jerzy Ficowski (1924–2006) – poeta, eseista, badacz i wydawca dzieł Brunona Schulza
- Tadeusz Gajcy ps. „Karol Topornicki” (1922–1944) – poeta i dramaturg, żołnierz AK, uczestnik powstania warszawskiego
- Konstanty Ildefons Gałczyński (1905–1953) – poeta
- Janusz Głowacki (1938–2017) – prozaik, dramaturg, scenarzysta, felietonista i eseista
- Wacław Gołembowicz (1900–1960) – chemik, pisarz popularnonaukowy
- Stanisław Grochowiak (1934–1976) – poeta i dramaturg
- Stefania Grodzieńska (1914–2010) – pisarka, aktorka estradowa, satyryk
- Ryszard Marek Groński (1939–2018) – pisarz, dziennikarz
- Stanisław Grzesiuk (1918–1963) – pisarz, wykonawca warszawskich ballad podwórkowych
- Bogdan Hamera (1911–1974) – pisarz, publicysta
- Benedykt Hertz (1872–1952) – poeta, bajkopisarz, satyryk, publicysta
- Jerzy Janicki (1928–2007) – pisarz, dramaturg dziennikarz i scenarzysta
- Daniel Kac (1908–2005) – pisarz tworzący w języku jidysz
- Jacek Kaczmarski (1957–2004) – poeta, pieśniarz
- Ryszard Kapuściński (1932–2007) – pisarz, dziennikarz, reportażysta
- Jonasz Kofta (1942–1988) – poeta
- Tadeusz Konwicki (1926–2015) – prozaik, scenarzysta i reżyser
- Alina Korta (1922–1987) – pisarka i poetka dla dzieci, scenarzystka
- Zenon Kosidowski (1898–1978) – pisarz
- Leon Kruczkowski (1900–1962) – pisarz
- Tadeusz Kubiak (1924–1979) – poeta
- Andrzej Kuśniewicz (1904–1993) – pisarz
- Stanisław Jerzy Lec (1909–1966) – pisarz
- Grzegorz Łatuszyński (1933–2020) – pisarz, poeta, slawista, krytyk, antologista, tłumacz, dziennikarz i animator kultury
- Wilhelm Mach (1917–1965) – pisarz
- Mira Michałowska (1914–2007) – pisarka, dziennikarka
- Janusz Minkiewicz (1914–1981) – poeta, satyryk
- Andrzej Mularczyk (1930–2024) – pisarz, scenarzysta filmowy
- Jan Nagrabiecki (1920–2011) – poeta
- Zofia Nałkowska (1884–1954) – pisarka (grób w alei zasłużonych)
- Igor Newerly (1903–1987) – pisarz
- Marek Nowakowski (1935–2014) – pisarz
- Hanna Ożogowska (1904–1995) – pisarka dla młodzieży
- Teodor Parnicki (1908–1988) – pisarz
- Tadeusz Peiper (1891–1969) – poeta, prozaik, dramaturg
- Stanisław Piętak (1909–1964) – poeta i prozaik
- Janusz Przymanowski (1922–1998) – prozaik, publicysta
- Jerzy Putrament (1910–1986) – pisarz
- Halina Rudnicka (1909–1982) – pisarka dla młodzieży
- Adolf Rudnicki (1912–1990) – pisarz
- Lucjan Rudnicki (1882–1968) – pisarz
- Zbigniew Safjan (1922–2011) – pisarz, scenarzysta filmowy
- Magdalena Samozwaniec (1894–1972) – pisarka
- Włodzimierz Słobodnik (1900–1991) – poeta
- Paweł Smoleński (1959–2023) – pisarz, reportażysta, dziennikarz Gazety Wyborczej
- Jerzy Stawiński (1921–2010) – pisarz, scenarzysta filmowy
- Andrzej Strug (1871–1937) – pisarz i publicysta, działacz PPS
- Jerzy Szaniawski (1886–1970) – dramaturg i prozaik
- Józef Szczepański (1922–1944) – polski poeta, uczestnik powstania warszawskiego
- Jan Śpiewak (1908–1967) – poeta
- Władysław Terlecki (1933–1999) – pisarz
- Bronisław Troński (1921–2012) – pisarz, dziennikarz
- Julian Tuwim (1894–1953) – poeta (grób w alei zasłużonych)
- Barbara Wachowicz (1937–2018) – pisarka
- Adam Ważyk (1907–1982) – poeta, eseista i tłumacz
- Marcin Wicha (1972–2025) – eseista, grafik[15]
- Wiktor Woroszylski (1927–1996) – poeta
- Maciej Zembaty (1944–2011) – poeta, tłumacz, muzyk, satyryk
- Wojciech Żukrowski (1916–2000) – pisarz

### Aktorzy
- Karol Adwentowicz (1871–1958) – aktor, reżyser, dyrektor teatrów
- Bogdan Baer (1926–2002) – aktor
- Juliusz Berger (1928–1999) – aktor, reżyser
- Seweryna Broniszówna (1891–1982) – aktorka teatralna, siostra Aleksandra Wata
- Tadeusz Chmielewski (1892–1970) – aktor i reżyser
- Jadwiga Chojnacka (1905–1992) – aktorka
- Krystyna Ciechomska (1921–2012) – aktorka
- Anna Ciepielewska (1936–2006) – aktorka
- Magdalena Cwenówna (1954–2024) – aktorka
- Elżbieta Czyżewska (1938–2010) – aktorka
- Zenon Dądajewski (1936–2009) – aktor, reżyser
- Barbara Drapińska (1921–2000) – aktorka
- Henryk Drygalski (1921–2007) – aktor
- Adolf Dymsza (1900–1975) – aktor
- Aleksander Dzwonkowski (1907–1977) – aktor
- Agnieszka Fatyga (1958–2020) – aktorka
- Aleksandra Ford-Sampolska (1947–2013) – aktorka
- Antonina Girycz (1939–2022) – aktorka
- Wieńczysław Gliński (1921–2008) – aktor
- Urszula Hałacińska (1928–2007) – aktorka
- Ryszarda Hanin (1919–1994) – aktorka
- Adam Hanuszkiewicz (1924–2011) – aktor, reżyser teatralny
- Alina Janowska (1923–2017) – aktorka
- Józef Kalita (1928–1997) – aktor
- Emilian Kamiński (1952–2022) – aktor
- Emil Karewicz (1923–2020) – aktor
- Roman Kłosowski (1929–2018) – aktor
- Jan Kociniak (1937–2007) – aktor[16]
- Joanna Kołaczkowska (1966–2025) – aktorka, artystka kabaretowy
- Krzysztof Kołbasiuk (1952–2006) – aktor
- Krystyna Kołodziejczyk (1939–2021) – aktorka
- Zbigniew Korpolewski (1934–2018) – aktor, prezenter
- Lidia Korsakówna (1934–2013) – aktorka
- August Kowalczyk (1921–2012) – aktor
- Władysław Kowalski (1936–2017) – aktor
- Maciej Kozłowski (1957–2010) – aktor[17]
- Barbara Krafftówna (1928–2022) – aktorka
- Andrzej Krasicki (1918–1995) – aktor
- Irena Krasnowiecka (1923–2001) – aktorka
- Władysław Krasnowiecki (1900–1983) – aktor
- Paweł Królikowski (1961–2020) – aktor, b. prezes Związku Artystów Scen Polskich[18]
- Gustaw Lutkiewicz (1924–2017) – aktor
- Tadeusz Łomnicki (1927–1992) – aktor
- Wanda Łuczycka (1907–1996) – aktorka
- Jan Machulski (1928–2008) – aktor, reżyser
- Maciej Maciejewski (1914–2018) – aktor
- Irena Malarczyk (1928–2009) – aktorka
- Wiesława Mazurkiewicz (1926–2021) – aktorka
- Stanisław Mikulski (1929–2014) – aktor
- Jerzy Ofierski (1926–2007) – aktor, artysta kabaretowy
- Michał Pawlicki (1932–2000) – aktor, reżyser teatralny
- Mieczysław Pawlikowski (1920–1978) – aktor, pilot RAF
- Józefina Pellegrini-Osiecka (1921–2001) – aktorka
- Leon Pietraszkiewicz (1907–1987) – aktor, reżyser
- Tadeusz Pluciński (1926–2019) – aktor
- Antoni Pszoniak (1931–2018) – aktor
- Wojciech Pszoniak (1942–2020) – aktor
- Tadeusz Ross (1938–2021) – aktor, satyryk, polityk[19]
- Kazimierz Rudzki (1911–1976) – aktor
- Witold Sadowy (1920–2020) – aktor
- Aleksander Sewruk (1912–1974) – aktor
- Krystyna Sienkiewicz (1935–2017) – aktorka
- Wojciech Siemion (1928–2010) – aktor
- Zdzisław Słowiński (1928–2022) – aktor
- Lech Sołuba (1948–2024) – aktor
- Hanna Stankówna (1938–2020) – aktorka
- Mieczysław Stoor (1929–1973) – aktor
- Andrzej Strzelecki (1952–2020) – aktor, reżyser
- Danuta Szaflarska (1915–2017) – aktorka
- Szymon Szurmiej (1923–2014) – aktor
- Jan Szurmiej (1946–2024) – aktor, reżyser
- Stefan Śródka (1910–1981) – aktor, reżyser
- Ruth Taru-Kowalska (1909–1979) – aktorka
- Stanisław Tym (1937–2024) – aktor, reżyser, satyryk
- Kazimierz Wichniarz (1915–1995) – aktor
- Joanna Wizmur (1957–2008) – aktorka, reżyser dubbingu
- Czesław Wołłejko (1920–1987) – aktor
- Jacek Woszczerowicz (1904–1970) – aktor
- Zbigniew Zapasiewicz (1934–2009) – aktor, reżyser
- Mira Zimińska-Sygietyńska (1901–1997) – aktorka, reżyser, dyrektor „Mazowsza”
- Aleksander Żabczyński (1900–1958) – aktor
- Maria Żabczyńska (1903–1981) – aktorka

### Artyści innych sztuk
- Erwin Axer (1917–2012) – reżyser teatralny
- Otto Axer (1906–1983) – scenograf teatralny, malarz
- Grażyna Bacewicz (1909–1969) – kompozytorka, skrzypaczka
- Maja Berezowska (1898–1978) – malarka, rysownik, ilustratorka książek
- Antoni Bohdziewicz (1906–1970) – reżyser filmowy i scenarzysta
- Jerzy Bossak (1910–1989) – reżyser film iów dokumentalnych, dziennikarz, pedagog
- Robert Brylewski (1961–2018) – muzyk, gitarzysta, kompozytor
- Leonard Buczkowski (1900–1967) – reżyser filmowy
- Ryszard Bugajski (1943–2019) – reżyser filmowy, pisarz
- Tadeusz Chmielewski (1927–2016) – reżyser, scenarzysta
- Grzegorz Ciechowski (1957–2001) – muzyk, kompozytor piosenek, twórca zespołu „Republika”
- Jan Cybis (1897–1972) – malarz
- Izabella Cywińska (1935–2023) – reżyser teatralna i filmowa, krytyk  filmowa, w latach 1989–1991 minister kultury i sztuki
- Henryk Czyż (1923–2003) – dyrygent i kompozytor
- Maria Dłużewska (1951–2024) – reżyserka, scenarzystka, aktorka
- Hubert Drapella (1925–2008) – reżyser, scenarzysta
- Stanisław Marek Drozd (1906–1971) – malarz, kawaler krzyża Virtuti Militari
- Xawery Dunikowski (1875–1964) – rzeźbiarz (grób w alei zasłużonych)
- Edward Dwurnik (1943–2018) – malarz, grafik
- Eugeniusz Eibisch (1895–1987) – artysta malarz
- Antoni Fałat (1942–2024) – malarz, grafik, rysownik
- Wojciech Fangor (1922–2015) – malarz, grafik, plakacista i rzeźbiarz
- Karol Ferster ps. „Charlie” (1902–1986) – artysta grafik
- Maria Fidelska (1909–1962) – malarka
- Jerzy Gruza (1932–2020) – reżyser, scenarzysta
- Jerzy Grzegorzewski (1939–2005) – reżyser i scenograf teatralny
- Stanisław Jędryka (1933–2019) – reżyser filmowy, twórca filmów o tematyce młodzieżowej
- Stanisław Jopek (1935–2006) – śpiewak
- Krzysztof Jung (1951–1998) – artysta grafik, pedagog
- Jacek Kaczmarski (1957–2004) – poeta, prozaik, kompozytor i pieśniarz
- Kazimierz Karabasz (1930–2018) – reżyser filmów dokumentalnych
- Wojciech Karolak (1939–2021) – pianista i kompozytor jazzowy
- Jerzy Kawalerowicz (1922–2007) – reżyser filmowy i scenarzysta
- Aleksander Kobzdej (1920–1972) – malarz
- Waldemar Kocoń (1949–2012) – piosenkarz
- Andrzej Kondratiuk (1936–2016) – reżyser
- Janusz Kondratiuk (1943–2019) – reżyser, scenarzysta
- Jerzy Krasowski (1925–2008) – reżyser teatralny, aktor
- Tadeusz Kulisiewicz (1899–1989) – artysta grafik
- Stanisław Kulon (1930–2022) – rzeźbiarz
- Jan Lenica (1928–2001) – artysta plastyk
- Eryk Lipiński (1908–1991) – karykaturzysta, satyryk, dziennikarz, założyciel „Szpilek”
- Juliusz Loranc (1937–2016) – kompozytor, aranżer, pianista
- Bernard Ładysz (1922–2020) – śpiewak operowy (tenor), aktor, żołnierz
- Piotr Łazarkiewicz (1954–2008) – reżyser filmowy i teatralny, scenarzysta, aktor
- Janusz Majewski (1931–2024) – reżyser, scenarzysta, pisarz, wykładowca akademicki
- Weronika Migoń (1977–2015) – filmowiec
- Janusz Morgenstern (1922–2011) – reżyser filmowy
- Stanisław Moryto (1947–2018) – organista, kompozytor
- Andrzej Munk (1920–1961) – reżyser filmowy
- Zofia Nasierowska (1938–2011) – fotograf, specjalizująca się w fotografii portretowej
- Andrzej Nowak (1959–2022) – muzyk, gitarzysta, kompozytor, współzałożyciel zespołu TSA
- Karol „Pjus” Nowakowski (1982–2022) – raper
- Józef Stanisław Ostoja-Kotkowski (1922–1994) – artysta plastyk, twórca sztuki laserowej
- Bogdan Paprocki (1919–2010) – śpiewak operowy (tenor)
- Ewa Petelska (1920–2013) – reżyser filmowa
- Czesław Petelski (1922–1996) – reżyser filmowy
- Pirotte Julia (1908–2000) – fotoreporterka, dokumentalistka
- Zbigniew Raplewski (1922–1997) – reżyser, operator filmowy
- Rena Rolska (1932–2024) – piosenkarka, aktorka estradowa
- Erna Rosenstein (1913–2004) – artystka malarka, poetka
- Stanisław Różewicz (1924–2008) – reżyser filmowy
- Stanisław Santor (1922–1999) – skrzypek
- Barbara Sass (1936–2015) – reżyser filmowa
- Leon Schiller (1887–1954) – reżyser teatralny, krytyk i teoretyk teatralny
- Olga „Kora” Sipowicz (1951–2018) – wokalistka, autorka tekstów, współzałożycielka zespołu Maanam
- Piotr Sobociński (1958–2001) – operator filmowy
- Witold Sobociński (1929–2018) – operator filmowy
- Bogna Sokorska (1927–2002) – śpiewaczka operowa, zwana też Słowikiem Warszawy
- Tomasz Stańko (1942–2018) – trębacz jazzowy, kompozytor
- Ludwik Starski (1903–1984) – scenograf, autor tekstów piosenek
- Henryk Stażewski (1894–1988) – artysta malarz
- Konrad Swinarski (1929–1975) – reżyser teatralny
- Tadeusz Sygietyński (1896–1955) – kompozytor, miłośnik folkloru, twórca „Mazowsza”
- Jan Marcin Szancer (1902–1973) – artysta grafik, rysownik
- Władysław Szpilman (1911–2000) – pianista, kompozytor
- Stanisław Szymański (1930–1999) – tancerz
- Jan Tarasin (1926–2009) – artysta malarz, grafik, rysownik
- Arkadiusz Tomiak (1968–2024) – operator filmowy
- Wojciech Trzciński (1949–2025) – kompozytor, aranżer, pianista
- Antoni Uniechowski (1903–1976) – rysownik
- Mieczysław Wiesiołek (1921–2011) – realizator i operator filmowy, montażysta, scenarzysta i reżyser filmów dokumentalnych
- Ignacy Witz (1919–1971) – artysta malarz, krytyk sztuki
- Jan Ignacy Wodyński (1903–1988) – artysta malarz, profesor
- Tadeusz Woźniak (1947–2024) – muzyk, kompozytor, piosenkarz
- Wojciech Wójcik (1943–2018) – reżyser filmowy, scenarzysta
- Marcin Wrona (1973–2015) – reżyser filmowy, scenarzysta
- Jan Ptaszyn Wróblewski (1936–2024) – muzyk jazzowy, kompozytor, aranżer, dziennikarz
- Krzysztof Zaleski (1948–2008) – reżyser teatralny, aktor
- Jerzy Zarzycki (1911–1971) – reżyser
- Wiesław Zdort (1931–2019) – operator filmowy
- Aleksander Zelwerowicz (1877–1955) – reżyser, aktor

### Sportowcy
- Lucjan Brychczy (1934–2024) – piłkarz, reprezentant Polski[20]
- Anna Czerwińska (1949–2023) – alpinistka, himalaistka, zdobywczyni Korony Ziemi, farmaceutka[21]
- Kazimierz Deyna (1947–1989) – piłkarz, reprezentant Polski, mistrz olimpijski[22]
- Janusz Gortat (1948–2023) – bokser, medalista olimpijski[23]
- Kazimierz Górski (1921–2006) – piłkarz, trener, selekcjoner reprezentacji Polski, prezes PZPN[24]
- Józef Grudzień (1939–2017) – bokser, mistrz olimpijski[25]
- Teodor Kocerka (1927–1999) – wioślarz, medalista Igrzysk Olimpijskich
- Władysław Komar (1940–1998) – lekkoatleta, kulomiot, mistrz olimpijski, aktor[26]
- Zdzisław Krzyszkowiak (1929–2003) – lekkoatleta, mistrz olimpijski
- Jerzy Kulej (1940–2012) – bokser, mistrz olimpijski, komentator sportowy, poseł na Sejm RP[27]
- Marian Kuszewski (1933–2012) – szermierz, szablista
- Wacław Nycz (1954–2013) – pilot sportowy i cywilny
- Zbigniew Pacelt (1951–2021) – pływak, pięcioboista, olimpijczyk, działacz sportowy, polityk
- Jadwiga Polasik (1956–2016) – szermierka, paraolimpijka
- Andrzej Pstrokoński (1936–2022) – koszykarz, olimpijczyk, selekcjoner reprezentacji Polski, polityk
- Elwira Seroczyńska (1931–2004) – łyżwiarka szybka, wicemistrzyni olimpijska
- Kamila Skolimowska (1982–2009) – lekkoatletka, zawodniczka rzutu młotem, mistrzyni olimpijska
- Władysław Stachurski (1945–2013) – piłkarz, trener, selekcjoner reprezentacji Polski
- Feliks Stamm (1901–1976) – trener bokserski
- Jan Szczepański (1939–2017) – bokser, mistrz olimpijski, aktor[28]
- Irena Szewińska (1946–2018) – lekkoatletka, sprinterka, skoczkini w dal, mistrzyni olimpijska[29]
- Tadeusz Ślusarski (1950–1998) – lekkoatleta, tyczkarz, mistrz olimpijski[30]
- Leonid Teliga (1917–1970) – żeglarz, podróżnik, dziennikarz, pisarz
- Witold Woyda (1939–2008) – szermierz, mistrz olimpijski[31]
- Wojciech Zabłocki (1930–2020) – szermierz, medalista olimpijski, architekt[32]
- Bogusław Zych (1951–1995) – szermierz

### Politycy
- Stanisław Araszkiewicz (1901–1983) – polityk, poseł na Sejm (1930–1935), partyzant BCh, podsekretarz stanu w Ministerstwie Budownictwa (1957–1967)
- Władysław Bartoszewski (1922–2015) – polityk, b. minister spraw zagranicznych, kawaler Orderu Orła Białego
- Wincenty Baranowski (1877–1957) – polityk, b. minister
- Kazimierz Barcikowski (1927–2007) – polityk
- Andrzej Bączkowski (1955–1996) – prawnik, b. wiceminister i minister pracy
- Bolesław Bierut (1892–1956) – I sekretarz KC PZPR, prezydent PRL w latach stalinowskich
- Barbara Borys-Damięcka (1937–2023) – marszałek senior Senatu X kadencji, polityk, senator RP, reżyser teatralna i telewizyjna
- Leon Chajn (1910–1983) – komunista, sekretarz generalny SD, znawca i historyk masonerii
- Jan Chyliński ps. „Janek” (1925–2013) – wiceminister, ambasador PRL w RFN
- Stanisław Ciosek (1939–2022) – polityk komunistyczny, członek Biura Politycznego KC PZPR, ekonomista, dyplomata, ambasador RP w Rosji
- Tadeusz Galiński (1914–2013) − dziennikarz, polityk, b. minister kultury
- Dyzma Gałaj (1915–2000) – polityk ZSL, Marszałek Sejmu PRL, wiceprzewodniczący Rady Państwa
- Bronisław Geremek (1932–2008) – profesor, historyk, polityk, b. minister spraw zagranicznych, poseł do PE, kawaler Orderu Orła Białego
- Ryszard Gerlachowski (1912–1991) – polityk, b. wiceminister budownictwa
- Grażyna Gęsicka (1951–2010) – polityk, b. minister rozwoju regionalnego, Przewodnicząca Klubu Parlamentarnego PiS, posłanka na Sejm RP[33]

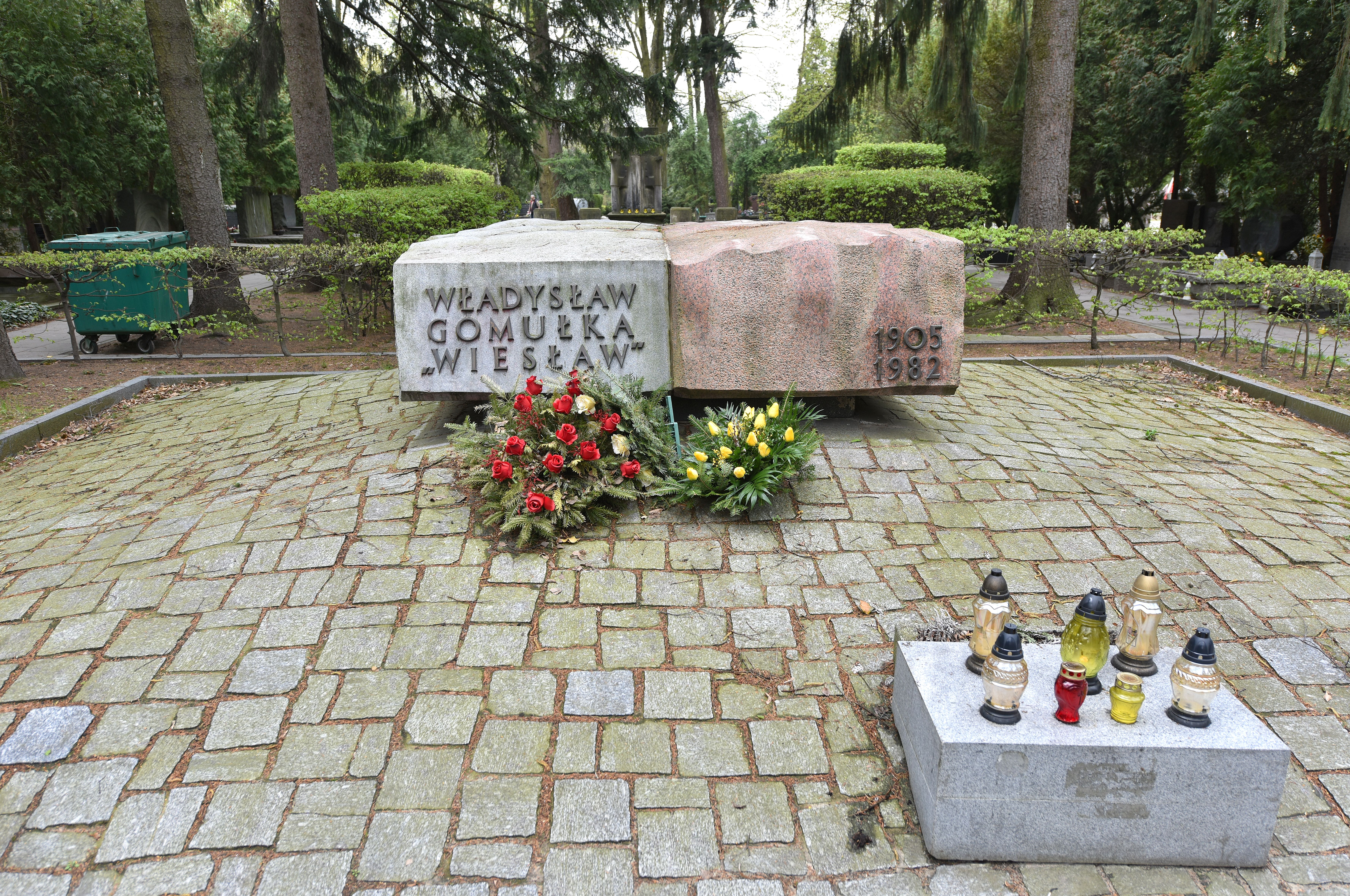
Grób Władysława Gomułki

- Władysław Gomułka ps. „Wiesław” (1905–1982) – I sekretarz KC PZPR
- Przemysław Gosiewski (1964–2010) – polityk, b. wicepremier, poseł na Sejm RP[34]
- Kwiryn Grela (1930-2001) – polityk PZPR , dyplomata, ambasador PRL w Etiopii.
- Maciej Górski (dyplomata) (1944–2020) – wiceminister obrony narodowej, dyplomata, dziennikarz
- Janina Górzyńska-Bierut (1890–1985) – pierwsza dama
- Stanisław Gucwa (1919–1994) – polityk ZSL, marszałek Sejmu
- Mariusz Handzlik (1965–2010) – dyplomata, polityk, podsekretarz stanu w Kancelarii Prezydenta RP
- Jan Izydorczyk (1900–1974) – działacz partyjny, I sekretarz KW PZPR w Poznaniu
- Henryk Jabłoński (1909–2003) – historyk, polityk, przewodniczący Rady Państwa (1972–1985)
- Piotr Jaroszewicz (1909–1992) – polityk, premier (1970–1980)
- Jan Kaczmarek (1920–2011) – profesor, polityk, b. minister nauki, szkolnictwa wyższego i techniki
- Franciszek Kaim (1919–1996) – polityk, wicepremier
- Tomasz Kalita (1979–2017) – polityk, w latach 2008–2011 rzecznik prasowy Sojuszu Lewicy Demokratycznej
- Jan Kamiński (1922–2016) – działacz spółdzielczy, minister PRL
- Stanisław Kania (1927–2020) – polityk, I sekretarz KC PZPR
- Alojzy Karkoszka (1929–2001) – polityk, wicepremier
- Mariusz Kazana (1960–2010) – dyplomata, dyrektor protokołu dyplomatycznego Ministerstwa Spraw Zagranicznych
- Józef Kępa (1928–1998) – polityk, b. wicepremier
- Mikołaj Kozakiewicz (1922–1998) – polityk, filozof, uczestnik obrad Okrągłego Stołu, Marszałek Sejmu X Kadencji
- Marian Krzak (1931–1996) – polityk
- Marian Kubicki (1908–1972) – polityk, z-ca przewodniczącego Klubu Poselskiego ZSL
- Jacek Kuroń (1934–2004) – historyk, polityk, b. minister pracy i polityki socjalnej, kawaler Orderu Orła Białego
- Jan Lityński (1946–2021) – matematyk, publicysta, działacz KOR, uczestnik obrad Okrągłego Stołu, polityk
- Barbara Mamińska (1957–2010) – urzędnik państwowa
- Julian Marchlewski (1866–1925) – działacz komunistyczny
- Maria Milczarek (1929–2011) – polityk, b. minister
- Leszek Moczulski (1930–2024) – dziennikarz, historyk, publicysta, polityk, lider KPN, działacz opozycji w okresie PRL
- Kornel Morawiecki (1941–2019) – fizyk, polityk, założyciel i przewodniczący Solidarności Walczącej, kawaler Orderu Orła Białego
- Zygmunt Najdowski (1932–1998) – polityk, b. minister kultury i sztuki
- Wiesław Ociepka (1922–1973) – polityk, pułkownik MSW
- Józef Oleksy (1946–2015) – polityk, premier, b. Marszałek Sejmu
- Jan Olszewski (1930–2019) – polityk, premier, adwokat, publicysta, poseł na Sejm RP, członek Trybunału Stanu, kawaler Orderu Orła Białego
- Jerzy Osiatyński (1941–2022) – polityk, poseł na Sejm RP, minister finansów, członek Rady Polityki Pieniężnej
- Longin Pastusiak (1935–2025) – polityk,  marszałek Senatu RP w latach 2001-2005[35]
- Mieczysław Rakowski (1926–2008) – polityk, dziennikarz, I sekretarz KC PZPR
- Antoni Radliński (1910–1992) – b. minister
- Adam Rapacki (1909–1970) – polityk, dyplomata

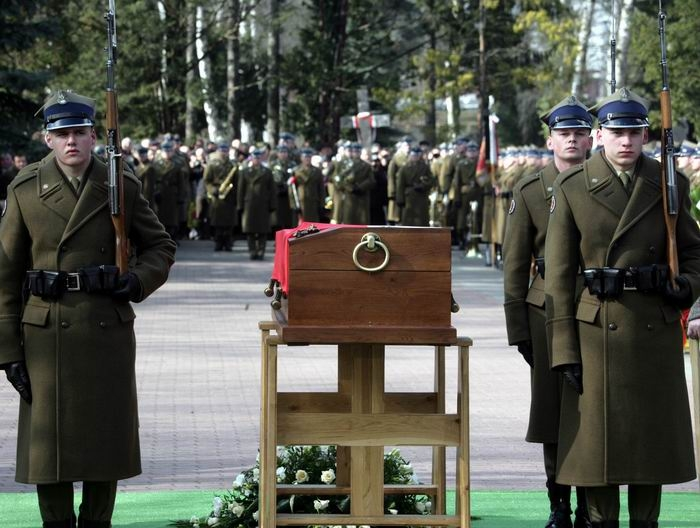
Pogrzeb prof. Zbigniewa Religi, 13 marca 2009

- Zbigniew Religa (1938–2009) – kardiochirurg, polityk, b. minister zdrowia, kawaler Orderu Orła Białego
- Zbigniew Romaszewski (1940–2014) – fizyk, opozycjonista, polityk, senator, b. wicemarszałek Senatu, kawaler Orderu Orła Białego
- Jerzy Roszak (1924–1983) – dyplomata, ambasador PRL w Wiedniu i w Oslo
- Janusz Roszkowski (1928-2025) - dziennikarz, działacz PZPR, dyplomata, ambasador RP w Danii
- Mirosław Sawicki (1946–2016) – urzędnik państwowy, b. minister edukacji narodowej i sportu
- Artur Starewicz (1917–2014) – działacz partyjny, ambasador PRL w Wielkiej Brytanii
- Władysław Stasiak (1966–2010) – polityk, b. minister spraw wewnętrznych i administracji, szef BBN, szef Kancelarii Prezydenta RP Lecha Kaczyńskiego[36]
- Aleksander Szczygło (1963–2010) – polityk, b. minister obrony narodowej, szef BBN[37]
- Jerzy Szopa (1930–1990) – polityk
- Jolanta Szymanek-Deresz (1954–2010) – prawnik, polityk, szefowa Kancelarii Prezydenta RP Aleksandra Kwaśniewskiego w latach 2000-2005, posłanka na Sejm RP[38]
- Eugeniusz Szyr (1915–2000) – b. wicepremier, bojownik komunistyczny Brygad Międzynarodowych w Hiszpanii
- Józef Tejchma (1927–2021) – polityk, b. wicepremier, minister kultury, członek KC PZPR[39]
- Walenty Titkow (1917–2013) – lekarz, polityk, oficer WP i MO
- Stanisław Tkaczow (1913–1969) – agronom, polityk, b. minister lasów
- Stanisław Tołwiński (1895–1969) – polityk, b. prezydent Warszawy
- Andrzej Urbański (1954–2016) – dziennikarz, polityk, w latach 2005–2006 szef Kancelarii Prezydenta RP Lecha Kaczyńskiego
- Janusz Wilhelmi (1927–1978) – polityk, b. minister kultury PRL
- Henryk Wujec (1940–2020) – fizyk, działacz KOR, polityk, kawaler Orderu Orła Białego
- Zdzisław Żandarowski (1929–1994) – działacz polityczny, sekretarz KC PZPR

### Inne osoby zasłużone lub znane
- Paweł Andrejew (1887–1942) – adwokat (grób symboliczny)
- Jan Kajus Andrzejewski (1913–1944) – harcmistrz, podpułkownik, uczestnik powstania warszawskiego
- Zofia Bartoszewska (1927–2017) – redaktorka, filolog
- Józef Beim (1937–1987) – gen. dyw., komendant główny MO
- Henryk Borucki ps. „Czarny” (1913–1969) – generał, komendant główny Polskiej Armii Ludowej
- Marian Buczyński (1921–1944) – plutonowy, powstaniec warszawski, żołnierz batalionu Parasol Armii Krajowej
- Jan Bytnar ps. „Rudy” (1921–1943) – harcmistrz, podporucznik AK, bohater Kamieni na szaniec
- Zdzisława Bytnarowa ps. „Sławska”, „Sława”, „Sławka” (1901–1994) – podporucznik AK, matka Jana „Rudego” Bytnara, znana jako „Matula Polskich Harcerzy”
- Czesław Cywiński (1926–2010) – pułkownik WP, żołnierz AK, kombatant, prezes Zarządu Głównego Światowego Związku Żołnierzy AK
- Jadwiga Komorowska (1921-2025) - autorka, żołnierka AK, Matka byłego prezydenta RP Bronisława Komorowskiego
- Zofia Czekalska (1923–2024) – działaczka kombatancka, uczestniczka powstania warszawskiego
- Lidia Daniszewska (1923–1944) – sanitariuszka, łączniczka, uczestniczka powstania warszawskiego
- Maciej Aleksy Dawidowski ps. „Alek” (1920–1943) – harcmistrz, podporucznik AK, bohater Kamieni na szaniec
- Romuald Dębski (1956–2018) – ginekolog, nauczyciel akademicki
- Maria Fabianowska (1840–1941) – weteranka powstania styczniowego
- Jadwiga Falkowska (1889–1944) – jedna z założycielek polskiego harcerstwa, harcmistrzyni Rzeczypospolitej
- Franciszek Gesing (1904–1982) – działacz ruchu ludowego
- Zygmunt Gmitrzak (1904–1964) – działacz robotniczy, sekretarz Centralnej Rady Związków Zawodowych
- Zofia Gomułkowa (1902–1986) – żona przywódcy PRL
- Stefan Hambura (1961–2020) – prawnik, adwokat
- Jan Hermanowski (1904–1986) – polski wojskowy, nauczyciel
- Józef Hłasko (1899–1944) – oficer powstania warszawskiego
- Regina Hubicka (1897–1987) – żołnierz POW i WP, działaczka kobieca
- Franciszek Hynek (1897–1958) – pilot, baloniarz
- Roman Indrzejczyk (1931–2010) – duchowny katolicki, kapelan prezydenta RP Lecha Kaczyńskiego, poeta[40]
- Michał Issajewicz (1921–2012) – żołnierz AK, uczestnik zamachu na Franza Kutscherę
- Władysław Jabłoński (1932–2013) – inżynier włókiennictwa, dr hab., minister
- Ewaryst Jakubowski ps. „Brat” (1920–1944) – porucznik, cichociemny, uczestnik powstania warszawskiego
- Natalia Januszko (1987–2010) – stewardesa[41]
- Aleksander Juszkiewicz (1915–1975) – działacz ruchu ludowego, dyplomata, ekonomista
- Andrzej Kajka (zm. 2003) – wieloletni dyrektor naczelny PZL-Wola
- Feliks Kanclerz (zm. 1969) – architekt, konserwator zabytków, działacz krajoznawczy
- Teresa Kanclerz (zm. 2003) – architekt, publicystka
- Tytus Karlikowski (1927–2019) – żołnierz Armii Krajowej, powstaniec warszawski, pułkownik Wojska Polskiego
- Janina Komornicka (1881–1947) – działaczka społeczna, oświatowa i feministyczna, uczestniczka powstania warszawskiego
- Marek Kotański (1942–2002) – psycholog, terapeuta, twórca Monaru i Markotu
- Henryk Kozłowski (1922–2007) – porucznik AK, ostatni dowódca kompanii „Maciek” batalionu „Zośka”
- Marek Krawczyk (1956–2012) – wydawca, działacz opozycji w czasach PRL
- Władysław Krzaczyński (1922–1944) – plutonowy podchorąży, dowódca oddziału w powstaniu warszawskim, kawaler Orderu Virtuti Militari
- Zofia Kuratowska (1931–1999) – lekarz, polityk
- Jadwiga Łokkaj (1920–2008) – działaczka państwowa, dama Orderu Virtuti Militari
- Zachariasz Łyko (1929–2008) – publicysta, pastor
- Barbara Maciejczyk (1981–2010) – stewardesa[42]
- Kazimierz Meÿer (1884–1944) – założyciel Centralnych Warsztatów Samochodowych
- Stefan Melak (1946–2010) – przewodniczący Komitetu Katyńskiego
- Stanisław Mikke (1947–2010) – adwokat, publicysta, wiceprzewodniczący Rady Ochrony Pamięci Walk i Męczeństwa, redaktor miesięcznika „Palestra”
- Grzegorz Młodzikowski (1920–2006) – prof. dr hab., wykładowca Szkoły Wyższej im. Pawła Włodkowica
- Stefan Mirowski (1920–1996) – instruktor Związku Harcerstwa Polskiego
- Witold Modelski (1932–1944) – powstaniec warszawski
- Kazimierz Morawski (1922–2014) − ekonomista, działacz PZPR
- Piotr Nurowski (1945–2010) – działacz sportowy, prezes PKOl[43]
- Józef Padewski (1894–1951) – biskup-męczennik Polskiego Narodowego Kościoła Katolickiego
- Jerzy Pałasz (1930–1993) – konsul generalny RP w Toronto w latach 1986–1990
- Stanisław Stefan Paszczyk (1940–2008) – działacz sportowy, prezes PKOl[44]
- Piotr Paszkowski (1950–2019) – dyplomata, rzecznik prasowy MON i MSZ
- Halina Piasecka (1914–1944) – działaczka harcerska, żona Bolesława Piaseckiego
- Eugeniusz Romański (1918–1944) – kapitan, żołnierz Armii Krajowej, uczestnik powstania warszawskiego
- Roman Romkowski (1907–1968) – wiceminister Bezpieczeństwa Publicznego
- Andrzej Romocki (1923–1944) – harcmistrz, kapitan AK-Szarych Szeregów
- Ignacy Samsonowicz (Tadeusz Leszczyński) (1902–1956) – publicysta, członek prezydium podziemnego CK Bundu w czasie II wojny światowej
- Sławomir Skrzypek (1963–2010) – inżynier, ekonomista, prezes NBP[45]
- Eugeniusz Stasiecki (1913–1944) – harcmistrz, powstaniec warszawski
- Wojciech Stpiczyński (1896–1936) – obrońca Lwowa, polityk sanacji
- Aleksander Sulkiewicz (1867–1916) – polski działacz socjalistyczny i niepodległościowy
- Marek Szufa (1954–2011) – pilot samolotowy, szybownik
- Bernard Konrad Świerczyński (1922–2002) – działacz anarchistyczny, wyróżniony tytułem Sprawiedliwy wśród Narodów Świata
- Konrad Świerczyński (1888–1956) – działacz anarchistyczny, powstaniec warszawski
- Włodzimierz Tarło-Maziński (1889–1967) – inżynier radiotechnik, wolnomularz i różokrzyżowiec
- Mieczysław Ubysz (1915–1970) – podchorąży, spiker powstańczej radiostacji „Błyskawica”, poeta
- Jerzy Weil (1923–1944) – podharcmistrz, porucznik w powstaniu warszawskim
- Joanna Wiszniewicz (1947–2009) – historyk i polonistka
- Eugenia Wąsowska-Leszczyńska (1906–1986) – działaczka SD i Rady Pomocy Żydom „Żegota”, wyróżniona tytułem Sprawiedliwy wśród Narodów Świata
- Andrzej Wiczyński (1926–2018) – chirurg, powstaniec warszawski, żołnierz Szarych Szeregów
- Ludwika Wujec (1941–2024) – fizyczka, nauczycielka, działaczka opozycji demokratycznej w okresie PRL, żona Henryka Wujca
- Jan Wuttke (1921–1944) – podporucznik, uczestnik powstania warszawskiego
- Kazimierz Wyszomirski (1902–1965) – działacz ludowy, pedagog, instruktor przysposobienia rolniczego, członek Zarządu Głównego Związku Młodzieży Wiejskiej RP
- Leonilda Wyszomirska (1903–1988) – działaczka ludowa
- Szymon Zakrzewski (1915–1966) – polski działacz kulturalny, założyciel i dyrektor Polskiej Agencji Artystycznej
- Zbigniew Załuski (1926–1978) – pułkownik
- Tadeusz Zawadzki ps. „Zośka” (1921–1943) – harcmistrz, podporucznik AK, bohater Kamieni na szaniec
- Krystyna Zielińska-Zarzycka (1924–2007) – dziennikarka, polityk

## Cudzoziemcy
- Albrecht Lempp (1953–2012) – slawista, tłumacz
- Tibor Csorba (1906–1985) – językoznawca, malarz, tłumacz
- Francisco Mendez (1891–1968) – kapitan armii hiszpańskiej, współtwórca Komunistycznej Partii Hiszpanii
- Yukio Kudō (1925–2008) – japoński poeta, romanista, polonista
- Ryōchū Umeda (1899–1961) – historyk, japonista, tłumacz
- Yoshiho Umeda (1949–2012) – przedsiębiorca, działacz opozycji w okresie PRL
- Jaroslav Zemánek (1946–2017) – matematyk